# Erich Diederichs
Erich H. Diederichs (* 9. Januar 1913 in Berlin; † 4. Oktober 2004 in München) war ein deutscher Manager und Funktionär im Genossenschaftswesen des Lebensmitteleinzelhandels.

## Leben und Wirken
Diederichs studierte Volkswirtschaft in Berlin und war dabei Gründungsmitglied einer Arbeitsgemeinschaft für die praktische Ausbildung von Volkswirten. Er beschäftigte sich schon während des Studiums mit Fragestellungen zur Weiterentwicklung des Genossenschaftlichen Lebensmitteleinzelhandels.
Nach Ende des Studiums wurde Diederichs 1937 Abteilungsleiter und Geschäftsführer der Wirtschaftsgruppe Gemeinschaftseinkauf und später der Reichsgruppe Handel.
Teilnahme als Soldat am Zweiten Weltkrieg und Gefangenschaft. Anschließend war Diederichs Mitbegründer des Zentralverbandes des Genossenschaftlichen Groß- und Außenhandels, einem Vorläufer des späteren Zentralverbandes Gewerblicher Verbundgruppen. 1952 wurde er in den Vorstand des Deutschen Genossenschaftsverbandes gewählt.
Von 1957 bis 1961 war er Vorstand bei einem norddeutschen Nahrungsmittelhersteller. 1961 trat Diederichs als Vorstandsvorsitzender in die Edeka-Gruppe ein und verbrachte dort den Rest seines Berufslebens. Edeka hatte seinerzeit die Rechtsform einer eGmbH, 1972 erfolgte die Änderung in eine Aktiengesellschaft, in der er bis zu seiner Abberufung 1975 Vorstandsvorsitzender der Edeka Zentrale AG in Hamburg war. Zu diesem Zeitpunkt setzte Edeka ca. 6 Mrd. DM um. Er gestaltete in dieser Zeit den Wandel zur Selbstbedienung im Lebensmitteleinzelhandel mit und baute Edeka strukturell und organisatorisch erheblich aus. Diese Veränderungsprozesse, mit denen auch eine Verringerung der angeschlossenen Einzelhändler von 42.000 im Jahr 1961 auf 33.500 im Jahr 1971 einherging, wurden in der Edeka auch mit Argwohn betrachtet. Diederichs vertrat jedoch die Ansicht, dass mit weniger angeschlossenen Kaufleuten ein insgesamt höherer Umsatz erzielt werden könne. 1971 wurde von ihm eine Fusion mit Rewe vorangetrieben, die jedoch scheiterte. 1972 führte Edeka unter seiner Leitung eine Strukturreform mit zwölf neu gegründeten Regionalgesellschaften durch.